# Авса (Кобарід)
Авса (словен. Avsa) — мале поселення в общині Кобарід, Регіон Горишка, Словенія близько до кордону з Італією. Висота над рівнем моря: 821,5 м.